# 어필문
어필문(御筆門)은 전라남도 나주시 노안면 영평리에 있는 건축물이다. 2016년 6월 13일 나주시의 향토문화유산 제41호로 지정되었다.

## 지정 사유
어필문, 일명 어필각은 임금이 직접쓴 글씨를 보관하는 장소란 의미를 갖는 것으로 서흥김씨 17세손 김오가 광무황제로부터 어서 백원헌을 받은 것을 기념하여 1903년 후손 기우가 창건한 건축물이다. 어필문은 정려각으로서의 공포 구성과 같이 전통 건축의 기법을 충실히 따르고 있는 시기가 빠른 근대 시기의 건축으로 조선 후기의 공포 부재가 장식화 경향으로 흐른다는 이론을 보여주는 중요한 자료로 문화재 지정   가치가 있다.